# Hol-Niol
Hol-Niol ist ein osttimoresischer Ort im Suco Ai-Assa (Verwaltungsamt Bobonaro, Gemeinde Bobonaro). Er liegt im Südwesten der Aldeia Laho, auf einer Meereshöhe von 770 m. Nördlich fließt der Ilsa, ein Nebenfluss des Loumea. Über einen Furt gelangt man zum Nachbarort Laho, südlich liegt ein weiteres Dorf. Dazwischen befindet sich ein Friedhof.